# متانفرین
متانفرین (به انگلیسی: Metanephrine) با فرمول شیمیایی C۱۰H۱۵NO۳ یک ترکیب شیمیایی با شناسه پاب‌کم ۲۱۱۰۰ است. که جرم مولی آن 197.231 g/mol می‌باشد. 

## نگارخانه